# Thèse de Zilsel
 (septembre 2024).
La mise en forme du texte ne suit pas les recommandations de Wikipédia : il faut le « wikifier ».
Les points d'amélioration suivants sont les cas les plus fréquents. Le détail des points à revoir est peut-être précisé sur la page de discussion.
- Les titres sont pré-formatés par le logiciel. Ils ne sont ni en capitales, ni en gras.
- Le texte ne doit pas être écrit en capitales (les noms de famille non plus), ni en gras, ni en italique, ni en « petit »…
- Le gras n'est utilisé que pour surligner le titre de l'article dans l'introduction, une seule fois.
- L'italique est rarement utilisé : mots en langue étrangère, titres d'œuvres, noms de bateaux, etc.
- Les citations ne sont pas en italique mais en corps de texte normal. Elles sont entourées par des guillemets français : « et ».
- Les listes à puces sont à éviter, des paragraphes rédigés étant largement préférés. Les tableaux sont à réserver à la présentation de données structurées (résultats, etc.).
- Les appels de note de bas de page (petits chiffres en exposant, introduits par l'outil «  Source ») sont à placer entre la fin de phrase et le point final[comme ça].
- Les liens internes (vers d'autres articles de Wikipédia) sont à choisir avec parcimonie. Créez des liens vers des articles approfondissant le sujet. Les termes génériques sans rapport avec le sujet sont à éviter, ainsi que les répétitions de liens vers un même terme.
- Les liens externes sont à placer uniquement dans une section « Liens externes », à la fin de l'article. Ces liens sont à choisir avec parcimonie suivant les règles définies. Si un lien sert de source à l'article, son insertion dans le texte est à faire par les notes de bas de page.
- La présentation des références doit suivre les conventions bibliographiques. Il est recommandé d'utiliser les modèles {{Ouvrage}}, {{Chapitre}}, {{Article}}, {{Lien web}} et/ou {{Bibliographie}}. Le mode d'édition visuel peut mettre en forme automatiquement les références.
- Insérer une infobox (cadre d'informations à droite) n'est pas obligatoire pour parachever la mise en page.

Pour une aide détaillée, merci de consulter Aide:Wikification.
Si vous pensez que ces points ont été résolus, vous pouvez retirer ce bandeau et améliorer la mise en forme d'un autre article.
 (septembre 2024).
La thèse de Zilsel est une tentative de clarification des raisons pour lesquelles la science moderne a émergé au début du XVIIe siècle en Europe occidentale.
Edgar Zilsel affirme que la science n'a émergé que lorsque le capitalisme est apparu dans la société occidentale, car « l'ensemble du processus était intégré dans l'avancement de la société capitaliste naissante, qui affaiblissait la pensée collective, la pensée magique et la croyance en l'autorité et qui favorisait la pensée causale, rationnelle et quantitative. » (Zilsel, 2003, p. 7) Cela a créé un environnement dans lequel deux groupes sociaux auparavant séparés pouvaient entrer en contact. Il s'agissait des penseurs, formés par le monde académique, généralement issus des classes supérieures, et des « artisans supérieurs ». Les universitaires possédaient alors une formation intellectuelle méthodique mais manquaient de compétences pratiques, tandis que les artisans étaient habiles dans l'expérimentation et la recherche causale mais manquaient quant à eux de l'approche rationnelle méthodique acquise par l'étude des classiques.
Zilsel appuie son argument par une étude de cas sur William Gilbert qui, en 1600, cinq ans avant The Advancement of Learning de Francis Bacon, publia le premier livre imprimé (sur le magnétisme) rédigé par un érudit provenant du monde académique, fondé presque entièrement sur l'observation réelle et l'expérimentation. Gilbert rejetait l'autorité lorsque celle-ci différait de l'observation, et rejetait les explications superstitieuses des phénomènes physiques. Zilsel détaille la manière dont Gilbert s'est appuyé sur le travail de Robert Norman, un navigateur et fabricant de compas.
Zilsel affirme également que les ingénieurs-artistes de la Renaissance et leurs semblables utilisaient des « règles empiriques quantitatives [qui sont] les ancêtres des lois physiques de la science moderne » (Zilsel 2003, 14). En expliquant les origines des lois scientifiques modernes, Zilsel soutient que « la métaphore de la loi trouve son origine dans la bible » (Zilsel 2003, 109). Autrement dit, le concept des lois scientifiques a ses origines dans l'idée biblique que la nature humaine et existentielle est régie par des lois décrétées par Dieu.
Les éditeurs de l'édition de ses travaux avancent qu'au moment de sa mort, Zilsel travaillait à un livre combinant ses affirmations sur les origines des lois scientifiques avec sa thèse sur l'émergence de la science.

## Lectures complémentaires
- Krohn, Wolfgang; Raven, Diederick (2000). « The 'Zilsel Thesis' in the Context of Edgar Zilsel's Research Programme ». Social Studies of Science. 30 (6): 925–933.  (ISSN 0306-3127).
- Romizi, Donata, Monika Wulz, et Elisabeth Nemeth (eds.). Edgar Zilsel: Philosopher, Historian, Sociologist. Springer, 2020  (ISBN 978-3-030-93686-0) DOI 10.1007/978-3-030-93687-7